# أكاديمية بوخارست للدراسات الاقتصادية

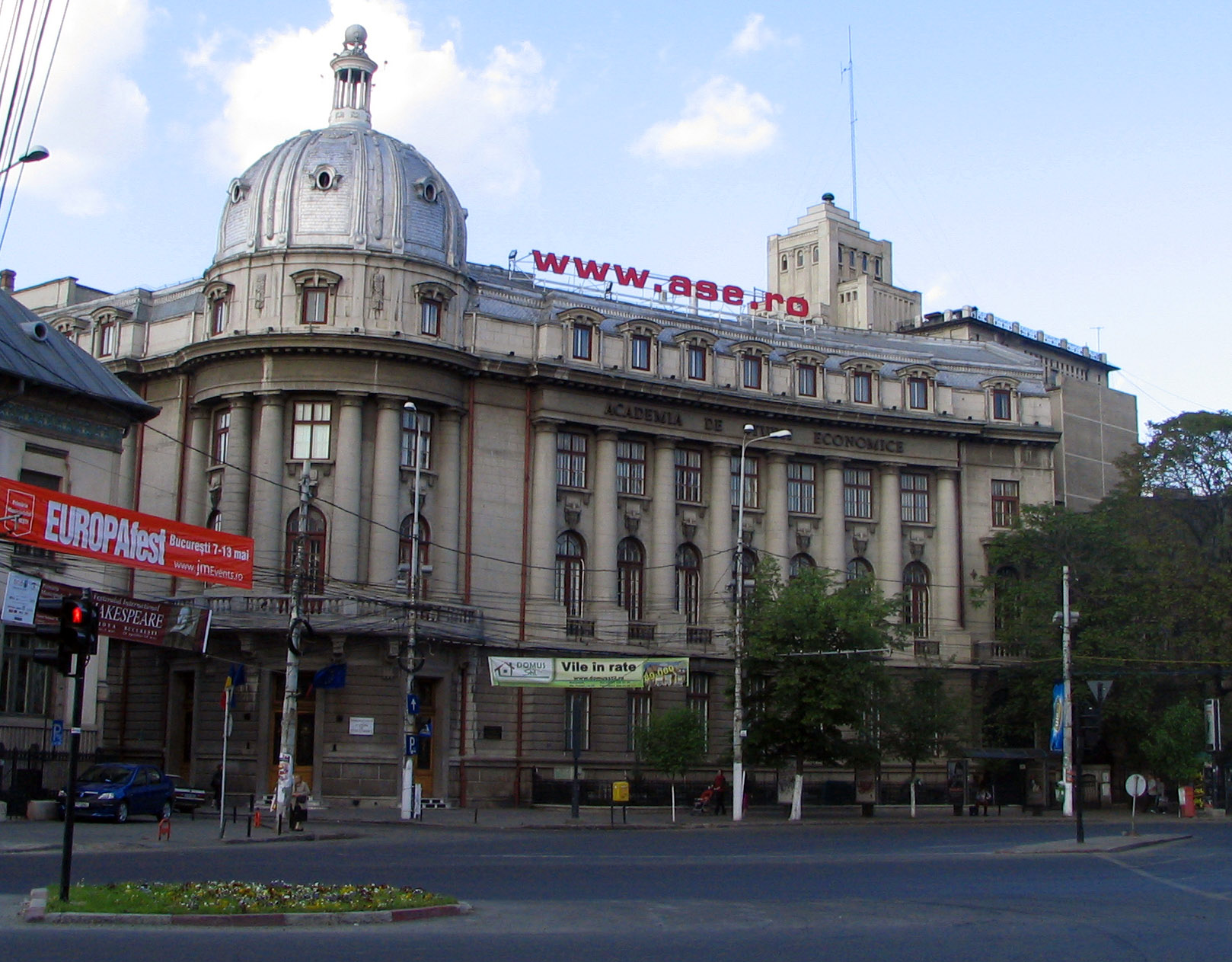
المبنى الرئيسي في Piaţa Romană، بوخارست

أكاديمية بوخارست للدراسات الاقتصادية (Academia de Studii Economice Bucureşti, or ASE, in Romanian) هي أقدم كلية اقتصادية وإدارة أعمال في رومانيا . أسسها كارول الأول في 6 أبريل 1913 في بوخارست.

## وصلات خارجية
- Academia de Studii Economice din Bucuresti (بالرومانية)
- The Official Site of ASE (بالإنجليزية)